# Alessandro Puccini
Alessandro Puccini (ur. 28 sierpnia 1968 w Cascinie) – włoski florecista, złoty medalista olimpijski i pięciokrotny medalista mistrzostw świata.
Na igrzyskach olimpijskich w Barcelonie w 1992 roku razem z kolegami z reprezentacji zajął szóste miejsce  w turnieju drużynowym. Brał również udział w igrzyskach olimpijskich w Atlancie w 1996 roku, gdzie wywalczył złoty medal w rywalizacji indywidualnej, pokonując w finale Francuza Lionela Plumenaila 15:12. W zawodach drużynowych zajął ósme miejsce.
Podczas mistrzostw świata w Lyonie w 1990 roku wspólnie z Andreą Borellą, Andreą Cipressą i Federico Cervim zdobył złoty medal w zawodach drużynowych. W tej samej konkurencji Włosi z Puccinim w składzie zdobyli następnie srebrny medal na mistrzostwach świata w Essen w 1993 roku i złoty podczas mistrzostw świata w Atenach rok później. W 1994 roku zdobył też srebrny medal indywidualnie, przegrywając w finale z Kubańczykiem Rolando Tuckerem. Ponadto zdobył brązowy medal drużynowo na mistrzostwach świata w Kapsztadzie w 1997 roku.
Zdobył również złoty medal w rywalizacji drużynowej na mistrzostwach Europy w Bolzano w 1999 roku.
Po zakończeniu kariery pracował między innymi jako trener w Lukce.